# Primagas
Primagas (Eigenschreibweise: PRIMAGAS) ist einer der führenden deutschen Flüssiggas-Versorger mit Sitz in Krefeld. Im Jahre 2024 erzielte das mittelständische Unternehmen einen Umsatz von über 300 Millionen Euro. Primagas ist ein Joint Venture der Gründerfamilie Aretz und des niederländischen Unternehmens SHV Energy.

## Unternehmensprofil
Primagas versorgt Privat- und Gewerbekunden, die nicht an das öffentliche Erdgasnetz angeschlossen sind, mit Flüssiggas. Den Brennstoff stellt das Unternehmen in erdgedeckten und oberirdischen Tanks vor Ort zur Verfügung. Außerdem betreibt der Energieversorger Versorgungsnetze, die aus einem zentralen Tank vor Ort gespeist werden.
Flüssiggas von Primagas kommt in Privathaushalten, Hotellerie und Gastronomie sowie in Gewerbe- und Industrie zum Einsatz. Auch kommunale Einrichtungen, beispielsweise Schulen und Schwimmbäder, nutzen Flüssiggas. Zu den weiteren Geschäftsfeldern zählen der Vertrieb von umweltschonendem Autogas und Treibgas für Gabelstapler. Die Primagas Hauptverwaltung befindet sich seit der Gründung in Krefeld, zwei weitere Standorte (Regionalcenter) betreibt das Unternehmen in Dresden und Würzburg. Insgesamt arbeiten rund 250 Mitarbeiter im Innen- und Außendienst. Das Unternehmen ist Gesellschafter der Transgas Flüssiggas Transport und Logistik GmbH & Co. KG.

## Unternehmensgeschichte
Primagas wurde 1950 von Helmut Aretz als „Propan-Butan-Vertriebsgesellschaft mbH“ (PBG) gegründet. Aretz verwendete den damals noch weitgehend unbekannten Energieträger Flüssiggas zunächst im eigenen Betrieb für Schweißtechnik. Er erkannte das Potenzial des netzunabhängigen Energieträgers und erweiterte seinen Vertrieb um Flaschengas. Binnen sechs Jahren verzehnfachte sich der Umsatz der PBG. 1960 stieg das Unternehmen in den Handel mit Kleintanks für die private Flüssiggasversorgung ein – ein Geschäftsfeld, das für Primagas bis heute den größten Absatzmarkt bildet.
Seit 1964 firmiert das Unternehmen – unter Beteiligung der französischen Primagaz S.A. – unter der heutigen Bezeichnung. Parallel baute Primagas sein Vertriebsstellennetz in ganz Deutschland aus. Das Geschäft wuchs sich insbesondere im Bereich der privaten Vollversorgung schnell: Ende der 1980er Jahre versorgte Primagas bereits 15.000 Haushalte und verfügte über ein engmaschiges Vertriebsnetz. Seit 1995 gehört Primagas über eine Mehrheitsbeteiligung zum weltgrößten Flüssiggas-Unternehmen, der niederländischen SHV Holdings N.V. mit Sitz in Utrecht. In den vergangenen Jahren ergänzte Primagas sein Produktangebot mit Blick auf Gewerbe und Industrie. Das Tankgeschäft gewann an Bedeutung, in der Sparte Flaschengas war es umgekehrt. Infolgedessen verkaufte Primagas 2009 diesen Geschäftsbereich.

## Geschäftsführung
- Stephan Klosterkamp (Sprecher)
- Christof Rosenberger (Kaufmännischer Geschäftsführer)
- Thomas Landmann (Direktor Marketing und Vertrieb)

## Geschäftsfelder
- Flüssiggas-Tanks für gewerbliche Anwendungen in Kombination mit Blockheizkraftwerken (BHKW), Hallenheizungen und Gas-Absorptionswärmepumpen (GAWP)
- Flüssiggas-Tanks zur Netzversorgung von gesamten Wohngebieten
- Futuria Propan (biogenes Flüssiggas)
- Treibgas für Gabelstapler
- Autogas (LPG, Liquefied Petroleum Gas) für Kraftfahrzeuge
- Liquified Natural Gas (LNG)
- Biogas-Veredelung in der Landwirtschaft

Quelle: Geschäftsfelder

## Klimaschutz
Primagas bekennt sich zum Prinzip der Nachhaltigkeit. Ziel des Unternehmens ist es, die durch die Herstellung und den Verbrauch von Flüssiggas bewirkten Klimaauswirkungen zu reduzieren. Seit 2007 erfasst Primagas daher sämtliche Emissionen, die es verursacht. Im Rahmen seiner langfristigen Klimaschutzstrategie strebt das Unternehmen eine ausgeglichene Emissionsbilanz an. Unter dem Dach „Nachhaltiger vor Ort“ fasst das Unternehmen seine nachhaltigen Projekte zusammen.

## Auszeichnungen
Für die Entwicklung eines störungsfreien Modells zur Flüssiggas-Versorgung von Biogas-Anlagen wurde Primagas 2009 von der Deutschen Energie-Agentur (dena) mit dem Innovationspreis biogaspartner ausgezeichnet.